# Міністерство сільського господарства та розвитку села (Польща)
Міністерство сільського господарства та розвитку села Польщі (пол. Ministerstwo Rolnictwa i Rozwoju Wsi Rzeczypospolitej Polskiej) створено в жовтні 1999 шляхом перетворення Міністерства сільського господарства та харчової промисловості Польщі, яке веде свою історію з 1944.
Відродження міністерства в 1999 відбулося з причини того, що розвиток сільських регіонів був найбільшою політичною, економічною та соціальною проблемою Польщі.
Міністерство має справу з різними аспектами польського сільського господарства та розвитку села.
Міністр — Чеслав Сєкерський (з 13 грудня 2023 року).